# Scoutisme au Liban
 (août 2019).
Si vous disposez d'ouvrages ou d'articles de référence ou si vous connaissez des sites web de qualité traitant du thème abordé ici, merci de compléter l'article en donnant les références utiles à sa vérifiabilité et en les liant à la section « Notes et références ».

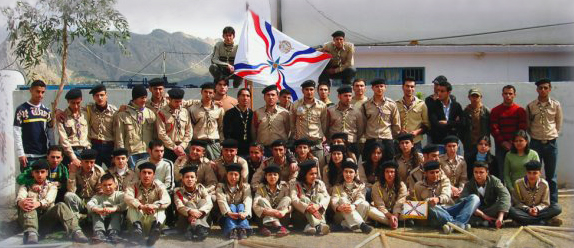
Hamorabi Scouts est un mouvement scout assyrien en Irak

Le scoutisme au Liban est régi par la Fédération du scoutisme libanais (en arabe : إتحاد كشاف لبنان), fondée en 1912 et qui a rejoint l'OMMS en 1947.